# Municipalité du district de Kretinga
La municipalité du district de Kretinga (en lituanien : Kretingos rajono savivaldybė) est l'une des 60 municipalités de Lituanie. Son chef-lieu est Kretinga.

## Seniūnijos de la municipalité du district de Kretinga
- Darbėnų seniūnija (Darbėnai)
- Imbarės seniūnija (Salantai)
- Kartenos seniūnija (Kartena)
- Kretingos seniūnija (Kretinga)
- Kretingos miesto seniūnija (Kretinga)

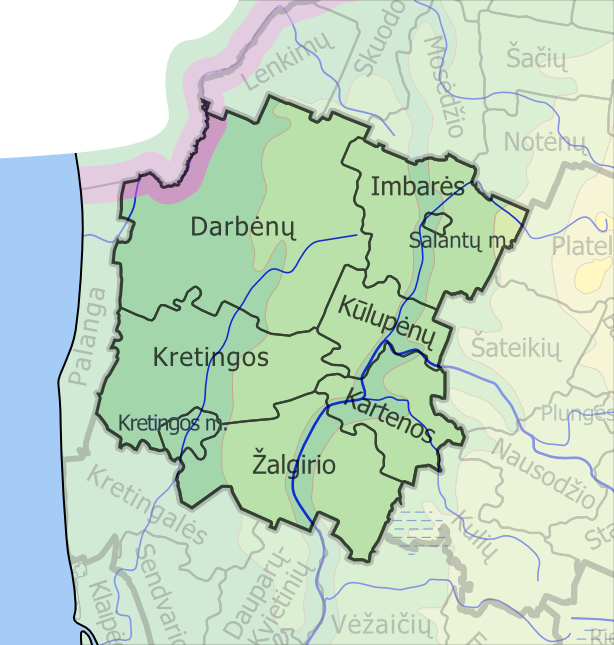
Seniūnijos de la municipalité du district de Kretinga

- Kūlupėnų seniūnija (Kūlupėnai)
- Salantų seniūnija (Salantai)
- Žalgirio seniūnija (Raguviškiai)